# 连二亚硫酸钾
连二亚硫酸钾是一种无机化合物，化学式为K2S2O4。它的UN编号为1929。它可由三仲丁基硼氢化钾和二氧化硫在四氢呋喃中反应制得；它也可由连二亚硫酸锌和氢氧化钾反应得到。在氟化钾存在下，它可以将硝酸铀酰还原为KxUIVFy（如K7U6F31等）。它和硫化钾、硫和钛在650 °C反应，可以得到硫代钛酸盐K6Ti2OS6。